# Companyia Radiodifusora de Hokkaidō
La Companyia Radiodifusora de Hokkaidō (北海道放送株式会社, Hokkaido Hōsō Kabushiki-gaisha) sovint abreujada com a HBC o traduïda a l'anglés com a Hokkaido Broadcasting és una cadena de televisió i emissora de ràdio privada de Hokkaido, al Japó. HBC fou la primera emissora comercial de ràdio de Hokkaido en 1952 i de televisió en 1957 i, des de 1959 el canal de televisió pertany a la Japan News Network (JNN). En ser la primera emissora de televisió de Hokkaido, als comandaments a distància HBC sol estar programada al dial 1, mentres que NHK, la televisió nacional, sol estar al 3.

## Cronologia històrica
- 30 de novembre de 1951: Es funda HBC.
- 19 de gener de 1952: Comencen les emissions en proves de HBC Radio.
- 10 de març de 1952: Comencen les emissions regulars de HBC Radio.
- 1954: Comencen les proves amb televisió a Hakodate.
- 1 d'abril de 1957: Comencen les emissions regulars de HBC TV.
- agost de 1959: HBC TV passa a formar part de la Japan News Network (JNN), encapçalada per TBS.
- 18 de març de 1966: Comencen les emissions de televisió en color.
- 1 de juny de 2006: Comencen les emissions en televisió digital terrestre (TDT).
- 24 de juny de 2011: Finalitzen les emissions de televisió analògica.

## Televisió

### Freqüències
- Sapporo (emissora principal): JOHR-DTV, canal 19.
- Hakodate: JOHR-DTV, canal 17.
- Asahikawa: JOHR-DTV, canal 19.
- Obihiro: JOHR-DTV, canal 19.
- Kushiro: JOHR-DTV, canal 19.
- Abashiri: JOHR-DTV, canal 19.
- Kitami: JOHR-DTV, canal 32.
- Muroran: JOHR-DTV, canal 22.

### Programes
HBC emet tant programes de desenvolupament propi com de la xarxa JNN, alguns d'ells pertanyents a TBS. HBC desenvolupa programes d'actualitat i noticies enfocats en Hokkaido, així com programes de varietats.
- Anime:
  - xxxHolic
  - K-ON!
  - Zipang
  - B't X
  - GetBackers
  - Blade & Soul
  - Basquash! (MBS)
  - Haikyū!! (MBS)

## Ràdio

### Freqüències

#### AM
- Sapporo (emissora principal): JOHR, 1287 kHz.
- Hakodate: JOHO, 900 kHz.
- Asahikawa: JOHE, 864 kHz.
- Obihiro: JOHW, 1269 kHz.
- Kushiro: JOQL, 1404 kHz.
- Abashiri: JOQM, 1449 kHz.
- Kitami: JOQN, 801 kHz.
- Muroran: JOQF, 864 kHz.

#### FM
- Sapporo (emissora principal): 91.5 MHz.